# Richard Jones (sprinter)
Richard Jones (ur. 10 grudnia 1973) – gujański lekkoatleta i trener specjalizujący się w biegach sprinterskich. Reprezentant kraju na igrzyskach olimpijskich w Atlancie na dystansie 400 metrów i w sztafecie 4 × 400 metrów. W pierwszej konkurencji odpadł w biegu eliminacyjnym, zajmując 6. miejsce z czasem 46.99 s. W drugiej z wymienionych rywalizacji, wraz z trzema współrodakami – Andrew Harrym, Rogerem Gillem i Lancelotem Gittensem, zostali zdyskwalifikowani w pierwszej rundzie.
W 1996 ukończył Ohio State University. Pełnił obowiązki głównego trenera sprinterów Bishop Hartley High School i asystenta trenera w Ohio State University oraz w Southern Illinois University (od 2018).
W 1996 ustanowił rekord kraju – 45,65 s, który został pobity w 2014 przez Winstona George’a.